# Grupo Godó
El Grupo Godó, cuya razón social es Grupo Godó de Comunicación, S. A., es el primer holding español de comunicación, fue creado en 1998 y está controlado, principalmente, por la familia del magnate Javier Godó.[cita requerida] Su origen está ligado al diario La Vanguardia, fundado en 1881, y a Mundo Deportivo, que tiene su primera publicación fechada en 1906, dos de los periódicos más antiguos de España. Surgió para obtener un mayor control en el mercado audiovisual lo que le llevará a articular negocios en el mundo de la radio, la televisión, prensa escrita y digital, editoriales de libros y las nuevas tecnologías. Está presente en Europa y América.

## Medios de comunicación del Grupo Godó

### Prensa
- Periódicos: 
  - La Vanguardia
  - Mundo Deportivo

- Revistas: 
  - Magazine
  - La Vanguardia Dossier
  - Què Fem?
  - Salud y Vida
  - Mujer Vital
  - Conocer la Ciencia
  - Historia y Vida
  - H de Vanguardia
  - Magazine FA (Magazine Fashion & Arts)

- Libros: 
  - Libros de Vanguardia

### Medios audiovisuales
Catalunya Comunicació, es la división de medios audiovisuales del Grupo Godó dirigida por Jaume Peral, formada por Radiocat XXI (radio). Posee dos emisoras de radio también para todo el territorio catalán.
- Radio: 
  - RAC1
  - RAC105
  - 20% de PRISA Radio en proceso de venta al Grupo Prisa de acuerdo al hecho relevante remitido el 3 de mayo de 2022 a la Comisión Nacional del Mercado de Valores.[1]

- Internet: 
  - Grupo Godó
  - La Vanguardia
  - Mundo Deportivo
  - RAC1
  - RAC105

- Inmobiliaria: 
  - Ya Encontré

- Publicidad:
  - Godó Strategies

- Servicios:
  - Svmma Servicios
  - Marina Press Distribuciones
  - Distribución y Reparto

- Televisión:
  - 8tv desde 2001 hasta 2022. 
    - OC 2022, de Borja García-Nieto y Nicola Pedrazzoli adquiere 8tv, quienes fueran dueños de Canal Català TV y Teve.cat.
    - El Grupo Godó, editor de La Vanguardia y propietario de RAC 1, ha vendido la sociedad Emisiones Digitales de Cataluña Sociedad Anónima (Edica), que gestiona el múltiplex de TDT a través del cual se emite 8TV, a OC 2022, del empresario Nicola Pedrazzoli y Borja García-Nieto.

## Familia Godó
Familia de empresarios y políticos catalanes activa desde el S.XVIII. El primer miembro destacado de la dinastía familiar, originaria de Baldellou, Huesca, fue Ramón Godó (Baldellou, 1717-Igualada, 1798), afincado en Igualada junto a su hijo, que se estableció como tejedor, Ramón Godó Mas (Baldellou, 1742-Igualada, 1813). Durante la primera mitad del siglo XIX, el auge de la industria textil permitió a la familia Godó alcanzar un alto nivel de desarrollo económico e intervenir en la política municipal de Igualada. 
En los años 1800 la familia se traslada inicialmente a Barcelona, en Cataluña: Los hermanos Carlos Godó y Pié (Igualada, 1834-Teiá, 1897) y Bartolomé Godó y Pié (Igualada, 1837-Barcelona, 1894) se instalaron en Barcelona para, posteriormente, trasladarse a Bilbao y Oviedo, donde establecieron delegaciones de la industria textil familiar, pero la crisis que conllevó el desarrollo de la III Guerra Carlista (1872-1876), les obligó a cerrarlas y a volver a Barcelona. Junto a Pere Milà i Pi fundaron Godó Hermanos y Cía, compraron una fábrica de hilados de yute y constituyeron otra, subsidiaria, de tejidos de yute. Esta última se mantuvo activa hasta la pérdida de los territorios coloniales españoles, en 1898, pero la de hilados siguió funcionando, a pesar de no contar ya con sus principales proveedores de materias primas, con el nombre de Godó y Trías, S. A. Ambos hermanos fueron miembros activos del Partido Liberal, dirigido por Práxedes Mateo Sagasta y ocuparon distintos cargos políticos, tanto de carácter local como nacional. 
En 1881, para que sirviera de órgano difusor de sus doctrinas políticas, fundaron el diario La Vanguardia. 
El hijo de Carles, Ramón Godó Lallana (Bilbao, 1864-Barcelona, 1931), mantuvo la línea política de sus predecesores, impulsó el crecimiento de la publicación periódica y creó una industria papelera, Papelera Godó, que abastecía al diario del papel necesario para su publicación. En 1916 fue nombrado I Conde de Godó. Su sucesor, Carlos de Godó y Valls (Barcelona, 1899-1987), II Conde de Godó, amplió la empresa periodística y consolidó un importante grupo editorial, cuyas actividades se han diversificado en los sectores de la radiodifusión y la televisión. Fue procurador en cortes, por designación del general Franco, y presidente de la Sociedad Económica Barcelonesa de Amigos del País. 
Desde los años 1900 su hijo heredero, actual líder de la familia, don Javier Godó Muntañola (Barcelona, 1941), III Conde de Godó, mantiene la misma línea empresarial. Preside La Vanguardia y El Mundo Deportivo y fue miembro fundador y presidente de Antena 3 S. A. Siendo miembro consejero del MoMA, en 1991 recibió la medalla de oro del Spanish Institute de Nueva York. En julio de 2008 el III Conde de Godó recibió del rey, la grandeza de España (por su fidelidad a la Corona y por su defensa de las libertades democráticas) para unir a su título nobiliario.

## Críticas
En medios periodísticos y políticos se critica que La Vanguardia y el resto de medios de comunicación del Grupo Godó estén fuertemente subvencionados por la Generalidad de Cataluña. El 17 de agosto de 2013, la Generalidad hizo públicos los contratos y subvenciones con los medios de comunicación durante el primer semestre del año. El más beneficiado fue el Grupo Godó, que recibió, además de las subvenciones anuales, 2,9 millones de euros en concepto de inserción de cápsulas y microespacios divulgativos.
Esta ayuda económica provocó la denuncia del partido Ciutadans, que en un comunicado consideró que la Generalidad dio un reparto discrecional, beneficiando a los medios más afines con la política del Gobierno de Artur Mas.
A lo largo de 2011, el Grupo Godó recibió 6,3 millones de euros en subvenciones de la Generalidad. 5,5 millones de euros se justificaron con la «ampliación de la planta de impresión»; otros 715 700 euros para «fomentar el espacio catalán en los medios de comunicación» y una última subvención de 100 000 euros para que el diario deportivo del grupo, El Mundo Deportivo, publicara dos suplementos en lengua catalana: Fútbol Catalá y Cataluña Esportiva.
Los 5,5 millones de euros de la Generalidad que fueron directamente a la empresa Cre-a Impresiones de Catalunya (compañía propiedad de la familia Godó) eran para que esta ampliara su planta de impresión "para la edición de La Vanguardia en lengua catalana". La cantidad no se entregó por completo en 2011 y se desglosó en tres anualidades: 2,3 millones de euros en el primer año; 2,3 millones, el segundo; y 900 000 euros, en 2013.